# Bertrand Crasson
Bertrand Crasson (Anderlecht, 5 oktober 1971) is een Belgisch voormalig betaald voetballer die meestal als rechtsachter speelde. Crasson kwam het grootste gedeelte van zijn carrière uit voor de Belgische topclub RSC Anderlecht en kwam 26 keer uit voor de nationale ploeg.

## Clubcarrière
Crasson begon op elfjarige leeftijd te voetballen bij Red Star Evere. Daar werd de rechtsachter al gauw ontdekt door RSC Anderlecht, de club uit zijn geboortestad. Vervolgens bracht Crasson nog vier jaar door in de jeugdafdelingen van Anderlecht. Op 14 april 1990 debuteerde hij op achttienjarige leeftijd in het A-elftal van paars-wit tijdens de competitiewedstrijd tegen Germinal Ekeren. Het was echter pas het seizoen 1990/91 dat hij echt deel begon uit te maken van dat A-elftal: de verdediger speelde dat seizoen 28 competitiewedstrijden. Crasson kreeg in 1991 dan ook de trofee voor Jonge Profvoetballer van het Jaar, als eerste Anderlecht-speler ooit.
Crasson werd in 1991 ook kampioen met Anderlecht en bleef uiteindelijk tot 1996 voetballen voor de club, waarmee hij ook in 1993, 1994 en 1995 landskampioen werd. Nadien verhuisde de verdediger naar SSC Napoli, waar hij twee seizoenen speelde. In 1998 keerde Crasson terug naar België om er opnieuw bij de club van zijn hart te gaan spelen, RSC Anderlecht. De verdediger nam meteen weer zijn plaats in bij de paars-witte club en werd er in 2000 en 2001 een vijfde en zesde keer landskampioen. In 2003 trok de ondertussen al 32-jarige Crasson naar SK Lierse, maar een jaar later keerde hij terug naar Brussel om voor FC Brussels uit te komen. Daar maakte Crasson in 2005 een einde aan zijn carrière als voetballer.

## Interlandcarrière
Bertrand Crasson speelde in totaal ook 26 keer voor de Rode Duivels, waar hij voor de rechtsbackpositie moest concurreren met Dirk Medved, Régis Genaux en Eric Deflandre. Crasson nam met België deel aan het WK 1998 en kreeg tijdens de eerste groepswedstrijd een basisplaats van bondscoach Georges Leekens, maar tegen Nederland moest hij al na 22 minuten geblesseerd naar de kant.

## Trainerscarrière
In november 2012, na privézorgen, werd Crasson beloftencoach bij BEC Tero Sasana FC in Thailand. Met algemeen manager Robert Procureur kwam hij er een landgenoot tegen, later werkte hij ook onder de Belgische hoofdcoaches Stéphane Demol en René Desaeyere. Crasson werkte er ook samen met voormalig Engels bondscoach Sven-Göran Eriksson.
In september 2019 ging Crasson aan de slag als assistent van Emilio Ferrera bij de Luxemburgse topclub F91 Dudelange. Toen Ferrera een week later ontslagen werd, nam Crasson het roer over. In zijn eerste wedstrijd als hoofdtrainer won Crasson meteen met 3-4 van APOEL Nicosia op de eerste speeldag van de Europa League-groepsfases. Crasson leidde Dudelange in de competitie van de twaalfde naar de vijfde plek, maar desondanks werd hij in mei 2020 ontslagen.

## Mediacarrière
Crasson ging na zijn carrière als speler aan de slag als voetbalverslaggever en analist voor Belgacom TV, net zoals zijn ex-ploegmaat en vriend Johan Walem.

## Clubstatistieken
| seizoen | club           | land   | competitie     | wed. | goals |
| ------- | -------------- | ------ | -------------- | ---- | ----- |
| 1989/90 | RSC Anderlecht | België | Jupiler League | 1    | 0     |
| 1990/91 | RSC Anderlecht | België | Jupiler League | 28   | 1     |
| 1991/92 | RSC Anderlecht | België | Jupiler League | 20   | 2     |
| 1992/93 | RSC Anderlecht | België | Jupiler League | 32   | 3     |
| 1993/94 | RSC Anderlecht | België | Jupiler League | 27   | 3     |
| 1994/95 | RSC Anderlecht | België | Jupiler League | 31   | 2     |
| 1995/96 | RSC Anderlecht | België | Jupiler League | 12   | 3     |
| 1996/97 | SSC Napoli     | Italië | Serie A        | 22   | 0     |
| 1997/98 | SSC Napoli     | Italië | Serie A        | 22   | 0     |
| 1998/99 | RSC Anderlecht | België | Jupiler League | 30   | 1     |
| 1999/00 | RSC Anderlecht | België | Jupiler League | 28   | 0     |
| 2000/01 | RSC Anderlecht | België | Jupiler League | 33   | 2     |
| 2001/02 | RSC Anderlecht | België | Jupiler League | 32   | 2     |
| 2002/03 | RSC Anderlecht | België | Jupiler League | 18   | 1     |
| 2003/04 | SK Lierse      | België | Jupiler League | 28   | 0     |
| 2004/05 | FC Brussels    | België | Jupiler League | 11   | 0     |